# DCF77

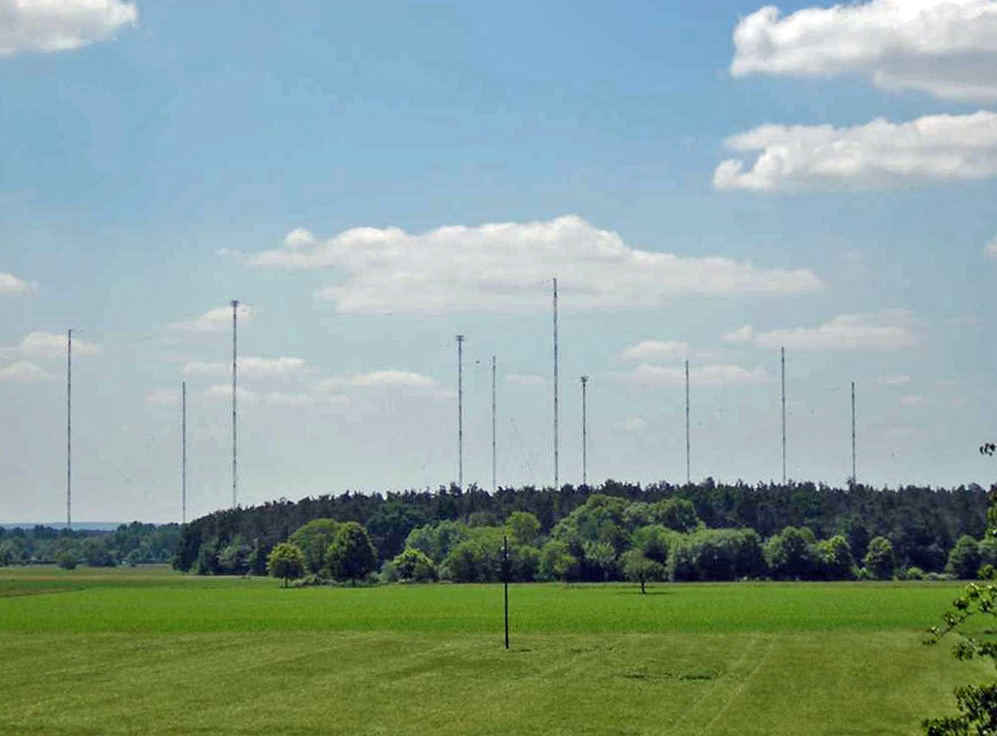
De antennes van DCF77 in Mainflingen, Duitsland

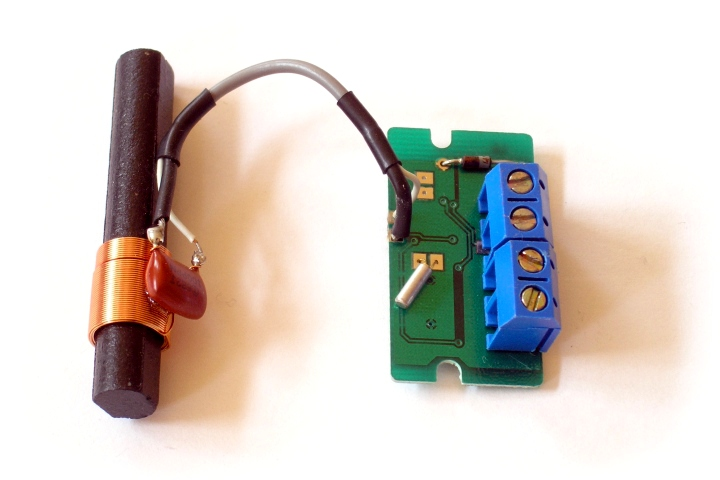
Eenvoudige DCF77-ontvanger

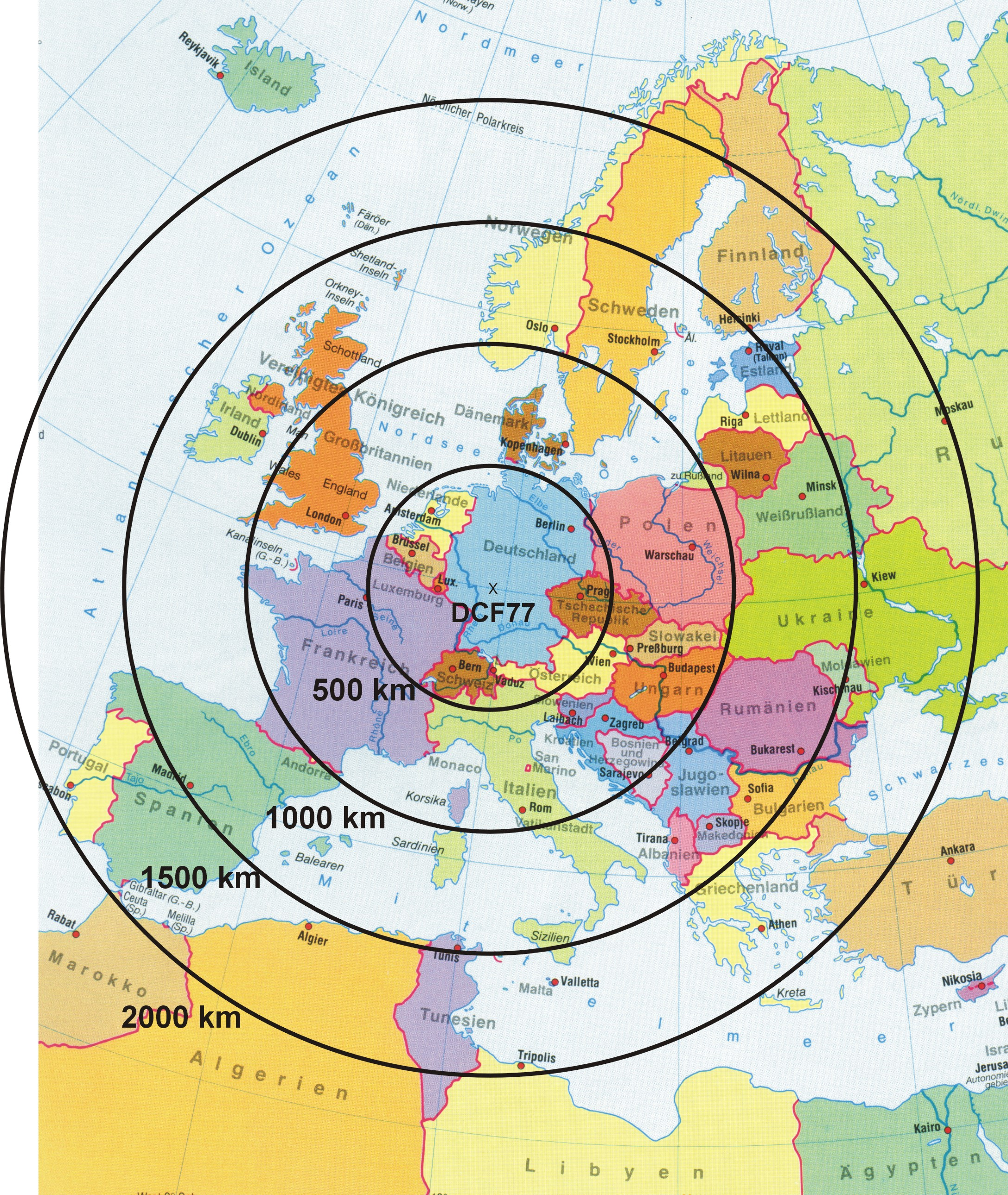
Bereik van DCF77

DCF77 is een tijdseinzender die vanuit Mainflingen in Duitsland via de lange golf op een frequentie van 77,5 kHz met een vermogen van 50 kW een signaal uitzendt dat binnen een straal van meer dan 1500 km te ontvangen is. De zender wordt beheerd door de Physikalisch-Technische Bundesanstalt (PTB), een instantie die vergelijkbaar is met VSL, het nationale metrologisch instituut van Nederland of het FOD Economie in België.
Met een betrekkelijk eenvoudige ontvanger is het mogelijk een radiografische klok te maken die binnen geheel West-Europa hooguit enige tientallen milliseconden afwijkt. Het tijdseinsignaal van DCF77 wordt afgeleid van een aantal atoomklokken. De atoomklokken op de locatie in Mainflingen worden regelmatig gesynchroniseerd met de atoomklokken van de PTB in Braunschweig.

## Naamgeving
De naam DCF77 is een identificatiecode voor radiozenders, die volgens de Internationale Telecommunicatie-unie (ITU, artikel 19) elke grensoverschrijdende zender dient te hebben. Aangezien de zender in Duitsland staat is de eerste letter de 'D'. Het betreft een zender voor de lange golf en de aanduiding hiervoor is de letter 'C'. De letter 'F' werd toegevoegd omdat deze langegolfzender in Mainflingen staat en dat in de nabijheid van Frankfurt is. De cijfers, afgeleid van de zendfrequentie, werden toegevoegd aangezien in de nabijheid ook andere zenders in dezelfde categorie (waaronder de DCF49 van de Europäische Funk-Rundsteuerung op 129,1 kHz) operationeel zijn.

## Het signaal
Het radiosignaal is amplitudegemoduleerd met één puls per seconde. Tijdens zo'n puls wordt het vermogen van de draaggolf tot 25% verminderd. De pulsen duren 100 ms (een logische 0) en 200 ms (een logische 1). Het begin van elke puls markeert het begin van de seconde. Aan het eind van de minuut ontbreekt er één puls om de grens tussen twee gegevensblokken te kunnen onderscheiden. Op deze manier worden elke minuut in 59 bits het jaar, de maand, de dag van de maand, de weekdag, de uren, de minuten en het al dan niet geactiveerd zijn van zomertijd verstuurd. De nauwkeurigheid ligt, afhankelijk van het betrouwbaar detecteren van het begin van elke seconde, in de orde van enkele tientallen milliseconden.

## De digitale code
De betekenis van de bits in het signaal is te vinden in de tabel hieronder. Getallen worden in BCD-code verstuurd. Dat wil zeggen dat de bits achtereenvolgens de waarden 1, 2, 4, 8, 10, 20, 40, 80 hebben. Zowel de cijfers binnen een getal als de bits binnen een cijfer beginnen met de minst significante (dus worden de eenheden vóór de tientallen verstuurd). Voor alle voorkomende cijfers zijn afhankelijk van hun bereik meer of minder bits gereserveerd. Voor de laatste twee cijfers van het jaar (0 - 99) zijn 8 bits nodig, voor de tientallen van de uren (0 - 2) zijn slechts twee bits nodig. De drie pariteitsbits P1 (28e seconde, code voor de minuten), P2 (35e seconde, code voor het uur) en P3 (58e seconde, codes voor de dag van de maand, de dag van de week, de maand en het jaar) bieden de mogelijkheid om de geldigheid van de gedecodeerde getallen te controleren: inclusief de pariteitsbit staat er steeds een even aantal enen in de desbetreffende code. Dit wordt even pariteit genoemd.
| Bit (seconde) | Naam | Omschrijving                                       | Opmerkingen                                                               |
| ------------- | ---- | -------------------------------------------------- | ------------------------------------------------------------------------- |
| 0             | M    | minuutmarkering                                    | altijd 0                                                                  |
| 1-14          |      | gereserveerd                                       | wordt sinds eind 2006 onder meer gebruikt voor meteorologische informatie |
| 15            | R    | reserveantenne                                     | 1 indien reservezendantenne in gebruik is                                 |
| 16            | A1   | vooraankondiging van omschakeling zomer/wintertijd | 1 gedurende een uur voorafgaand aan de omschakeling                       |
| 17            | Z1   | zomertijd                                          | 1 tijdens zomertijd                                                       |
| 18            | Z2   | standaardtijd                                      | 1 tijdens standaardtijd                                                   |
| 19            | A2   | vooraankondiging van schrikkelseconde              | 1 gedurende een uur voorafgaand aan het invoegen van een schrikkelseconde |
| 20            | S    | start van tijdsbericht                             | altijd 1                                                                  |
| 21-27         |      | minuten                                            | BCD                                                                       |
| 28            | P1   | pariteit over bit 21-27                            | even pariteit                                                             |
| 29-34         |      | uren                                               | BCD, van 0 tot en met 23                                                  |
| 35            | P2   | pariteit over bit 29-34                            | even pariteit                                                             |
| 36-41         |      | dagnummer binnen de maand                          | BCD                                                                       |
| 42-44         |      | weekdag volgens ISO 8601 en DIN EN 28601,          | 1=maandag, 2=dinsdag, ... 7=zondag                                        |
| 45-49         |      | maandnummer                                        | BCD                                                                       |
| 50-57         |      | jaartal                                            | laatste twee cijfers, BCD                                                 |
| 58            | P3   | pariteit over bit 36-57                            | even pariteit                                                             |
| (59)          |      | ontbrekende puls                                   | om opeenvolgende codeblokken te kunnen onderscheiden                      |

Naast bovenstaande modulatie bevat het signaal nog een ander, dat gemoduleerd is met behulp van fasemodulatie (PRNG). Met behulp van dit extra signaal kan met speciale ontvangers een nauwkeurigheid van een paar microseconden bereikt worden.
De code die in één minuut verstuurd wordt, slaat op het tijdstip dat bereikt wordt aan het einde van het code. Zo wordt bijvoorbeeld om middernacht begonnen aan een code die betrekking heeft op één minuut over twaalf.
De regelmaat van de uitzending wordt onvermijdelijk verbroken als er een schrikkelseconde is. De schrikkelseconde wordt een uur vooraf aangekondigd met bit 19. De schrikkelseconde zelf komt tussen bit 58 en 59 - hier wordt een 0 uitgezonden.

## Nauwkeurigheid
De frequentie van de draaggolf, 77,5 kHz, is ook afgeleid van een atoomklok en is te gebruiken als bijzonder nauwkeurige frequentiestandaard. De nauwkeurigheid over één dag bedraagt 1 op 1012, over 100 dagen zelfs 1 op 1013, met een afwijking in fase ten opzichte van UTC die nooit meer dan 0,3 microseconde bedraagt.
De nauwkeurigheid van de verwerkte signalen wordt beïnvloed door de afstand tussen de zender en de ontvanger. Is de zender 1000 km ver weg, dan zal de ontvanger ruim 3 milliseconden achterlopen. Die geringe afwijking zal zelden van belang zijn. Het kan lastig zijn ervoor corrigeren, de afstand tot de zender is wel bekend, maar de looptijd van het signaal kan veel langer zijn door reflecties in de ionosfeer.

## Ontvanger

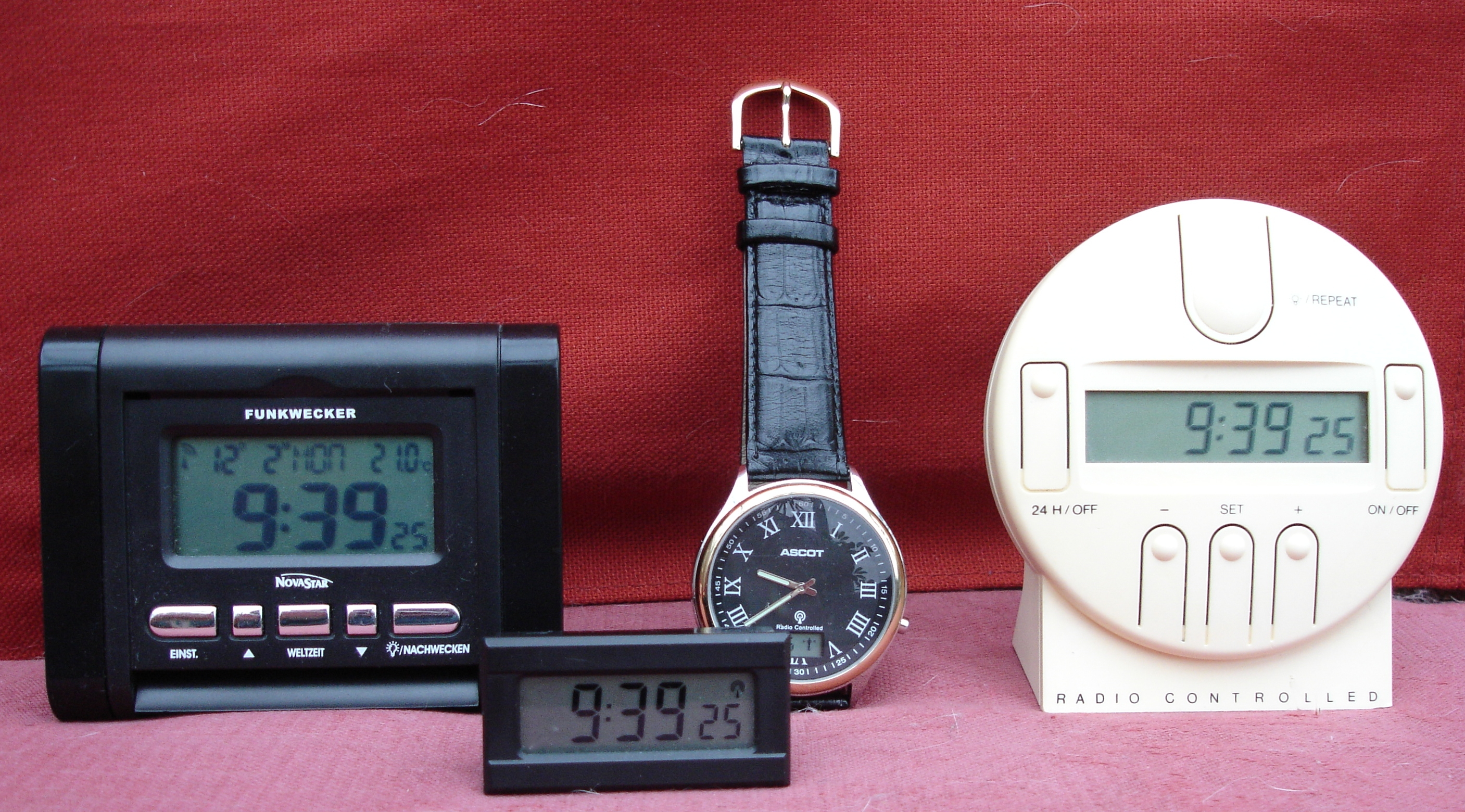
Gebruiksapparatuur met een ingebouwde DCF-ontvanger

Een DCF-ontvanger is een radio-ontvanger die de ontvangen code digitaal beschikbaar stelt. Aangezien dit signaal weinig praktisch nut heeft, is de ontvanger verbonden met een kwartsuurwerk (klok of horloge). Een dergelijk uurwerk functioneert met een tijdbasis die op de frequentie van een kwartskristal is gebaseerd en geeft een redelijk betrouwbare tijd weer op voorwaarde dat deze is gelijkgezet met de werkelijke tijd. Zodra de DCF-ontvanger een geldige tijdscode heeft ontvangen, kan de klok hiermee worden gesynchroniseerd.
De intervallen waarmee de klok bij geldige ontvangst wordt gesynchroniseerd kunnen enorm uiteenlopen. De ontvanger vraagt in verhouding tot het zuinige kwartsuurwerk relatief veel energie. Met name uurwerken die over beperkte energie beschikken (bijvoorbeeld doordat ze gevoed worden door een kleine batterij) synchroniseren daarom vaak niet elke minuut met de tijdseinzender, maar bijvoorbeeld slechts eens per uur of zelfs eens per dag. Soms wordt gekozen voor een relatief storingsarm moment van de dag, bijvoorbeeld synchronisatie alleen om 3.00 uur in de ochtend. Zo kan het gebeuren dat zo'n klok bijna 24 uur te laat de overgang van of naar zomer- of wintertijd correct weergeeft, dus een dag lang een uur voor- of achterloopt.
Bij een korte, langere of permanente ontvangststoring zal een DCF-gestuurde klok op het ingebouwde kristal verder lopen. In een dergelijke situatie hangt de nauwkeurigheid volledig af van de nauwkeurigheid van de kristaloscillator van het uurwerk. Deze zal veel kleiner zijn dan die welke wordt bereikt met een goede ontvangst.

## Problemen
Door de grote golflengte van ongeveer 4 kilometer is de ontvangst weleens problematisch; veelal worden ferrietantennes toegepast om toch een zo sterk mogelijk signaal op te kunnen vangen. De frequentie van 77,5 kHz wordt weleens gestoord door in de nabijheid van de ontvanger werkende beeldschermen. In dergelijke gevallen moet de antenne zo ver mogelijk van de storingsbron opgesteld worden. Sommige systemen maken gebruik van een losse ontvanger, die bijvoorbeeld aan een raam of op zolder kan worden bevestigd en met een kabel aan het bijbehorende uurwerk wordt verbonden. Op deze manier kan de plaats met de minste storing worden gekozen.
Tijdens onweer kan het nodig zijn de zender kort uit te schakelen.

## Onregelmatigheden in het tijdsverloop
Een interessante situatie ontstaat bij de overgang tussen zomer- en wintertijd en als er een schrikkelseconde wordt ingelast. Deze afwijkingen worden een uur vooraf aangekondigd met bit 16 respectievelijk 19. De ontvanger ontvangt dus een uur lang elke minuut een aankondiging. Die aankondiging kan dus haast niet gemist worden – zelfs niet als de ontvangst af en toe wegvalt. Zou deze aankondiging er niet zijn, dan zou de tijd onverwacht verspringen. De ontvanger zou dat als een ontvangststoring beschouwen en er pas met enige vertraging op reageren. Dankzij de aankondiging kan de ontvanger weten dat de tijd straks, op het hele uur, zal verspringen. Het gaat zelfs goed als er juist op het moment van de overgang een ontvangststoring is.

## Andere tijdseinzenders
In Europa is nog een aantal andere tijdseinzenders operationeel, waaronder:
- MSF (60 kHz), deze Britse tijdseinzender bevindt zich in Anthorn in Cumbria en zendt de Britse tijd uit. De zender wordt beheerd door het National Physical Laboratory.
- TDF (162 kHz), deze Franse tijdseinzender gebruikt fasemodulatie. Het signaal wordt uitgezonden vanuit Allouis op de frequentie van de langegolfradiozender ALS162.

Buiten Europa:
- WWVB in Fort Collins, Colorado op 60 kHz
- JJY in Japan

Deze zenders gebruiken niet hetzelfde protocol als DCF77.